# تحول الشكل

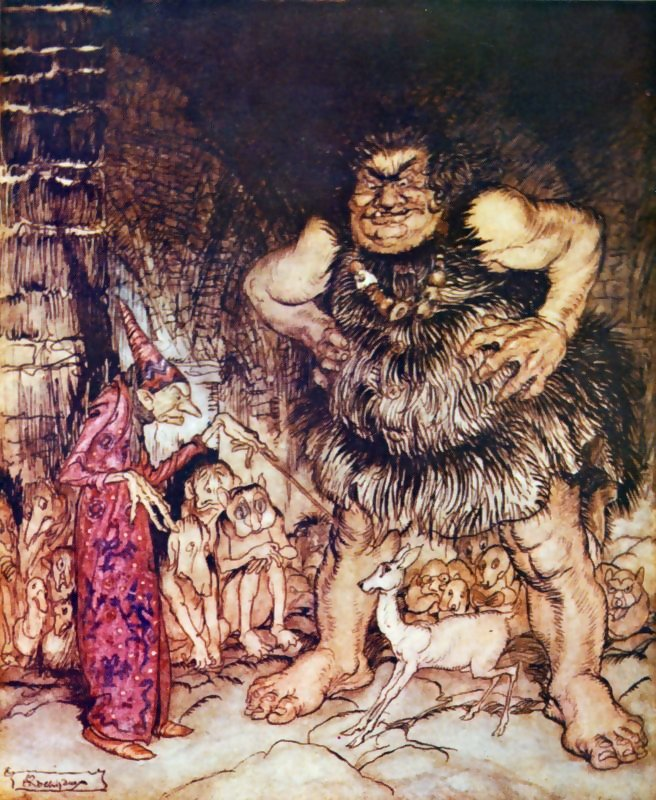
العملاق جاليجانتوا والساحر الشرير يقومان بتحويل ابنة الدوق إلى أيل أبيض. رُسمت بواسطة آرثر راكهام.

في الأساطير والفولكلور والخيال التأملي، تحول الشكل أو تغيير الشكل (بالإنجليزية: shapeshifting)‏، هو قدرة الكائن أو المخلوق تحويل شكله المادي أو تحويل شكل إنسان آخر. يتم تحقيق ذلك عادةً من خلال قدرة متأصلة للمخلوق الأسطوري أو التدخل الإلهي أو استخدام السحر. إن فكرة التغيير في الشكل موجودة في أقدم أشكال الطوطم والشامانية، وكذلك أقدم الأدبيات الموجودة والقصائد الملحمية، بما في ذلك أعمال مثل ملحمة جلجامش والإلياذة، حيث عادة ما يتم إحداث التغيير في الأفعال من خلال تدخل الإله.
استمرت الفكرة عبر العصور الوسطى، حيث عادة ما تكون الوسائل المسببة لإحداث التغيير هي السحر ولا زالت وفي الفترة الحديثة. لا يزال يمثل موضوعاً عامًا في الخيال الحديث وأدب الأطفال وأعمال الثقافة الشعبية. الشكل الأكثر شيوعًا من أساطير تغيير الشكل هو الإنسانية الحيوانية والذي يتمثل بتحول الكائن البشري إلى حيوان (أي مستذئبين أو مصاصي دماء على سبيل المثال) أو على العكس، من حيوان إلى شكل بشري. كذلك الأساطير تذكر التحولات في النباتات والأشياء الأخرى وتغير أحياناً في الملامح دون الشكل الكُلي. (كأن يتحول الإنسان من جميل إلى قبيح).

## روابط خارجية
- Real Shapeshifters Website مخصص لدراسة ظواهر التغيير (realshapeshifters.com)
- المدربين في الحب نسخة محفوظة 12 مايو 2007 at Archive.is   - سلسلة من المقالات حول تغيير الشخصيات في الرومانسية والخيال المضاربة.